# جین لودر
جین لودر (انگلیسی: Jayne Loader؛ زادهٔ ۱ ژانویه ۱۹۵۱) یک کارگردان و رمان‌نویس اهل ایالات متحده آمریکا است. از فیلم‌هایی که وی کارگردانی کرده‌است، می‌توان به کافه هسته‌ای اشاره کرد.